# Янссон, Аксель
Карл Аксель Янссон (швед. Carl Axel Jansson; 24 апреля 1882, Стокгольм — 22 сентября 1909, Стокгольм) — шведский стрелок, призёр летних Олимпийских игр.
На летних Олимпийских играх 1908 в Лондоне Янссон соревновался стрельбе из винтовки на 300 метров и стал вторым среди команд и седьмым среди отдельных спортсменов. Также в стрельбе из армейской винтовки среди команд он стал пятым.